# As Aventuras de Gui & Estopa
As Aventuras de Gui & Estopa (magyarul: Gui és Estopa kalandjai) brazil televíziós Flash animációs sorozat, amelyet Mariana Caltabiano alkotott. Brazíliában a Cartoon Network mutatta be 2009-ben.

## Szereplők
- Gui "Iguinho" (Mariana Caltabiano) – A sorozat főszereplője, egy fiatal Westie.[2]
- Estopa (Eduardo Jardim) – egy kövér szürke kutya, aki Gui legjobb barátja.
- Cróquete Spaniel (Mariana Caltabiano) – egy barna Angol cocker spániel, aki Gui barátnője.
- Pitiburro (Eduardo Jardim) – egy bézs Pit bull, aki Gui barátja és riválisa.
- Dona Iguilda (Mariana Caltabiano) – egy Westie, aki Gui anyja.
- Fifivelinha (Mariana Caltabiano) – egy lila hajú lány.
- Ribaldo "Riba" (Arly Cardoso) – egy szürke egér.
- Róquete Spaniel (Mariana Caltabiano) – egy francia bézs spániel, aki Cróquete idősebb unokatestvére.
- Professora Jararaca – egy zöld kígyó.
- Pitibela – egy bézs Pit bull, aki Pitiburro barátnője.
- Pitbalinha – egy kis bézs Pit bull, aki Pitiburro öccse.
- Jaiminho – egy malac.
- Nerdson – egy fiú, aki Gui szomszédja.
- Irmãozão – egy nagy és erős bézs kutya.
- Justin Bibelô – egy sárga madár.
- Lívia – egy világos barna kutya.
- Jack Pé D'Curry – egy francia rózsaszín kutya.
- Rafael Chacal – egy spanyol teniszező, aki Rafael Nadal paródiája.

## Epizódok

### 1. évad
1. The Dog's In Concert
2. Férias Frustradas
3. O Natal de Gui e Estopa
4. A Incrível Fábrica de Doces
5. Total Vaca
6. Estopa Gato
7. Estopa o Lutador
8. Guerra de Nervos
9. Video Game
10. Dia de Beleza
11. Spa
12. A Hora do Aperto
13. Esconde Esconde
14. Prima Esnobe
15. Skate
16. Gui a Cabo
17. Enciclopédia
18. Japão
19. Show De Talentos
20. Gordo e Magro
21. Egoísta
22. Irmãozinho
23. Pitibela
24. Professora Jararaca
25. A Luva De Três Listras
26. Maiô de Bolinhas
27. Cabeleireiro

### 2. évad
1. Tubarão
2. Aquário Natural
3. Tartaruga
4. Anta
5. Mico
6. Raia
7. Jibóia
8. Tamanduá
9. Capivara
10. Cidade de Arrecife
11. Polvo

### 3. évad
1. Birdy
2. As Mentiras que os Adultos Contam
3. Queridinha
4. Barba Girl
5. Fashionista
6. Relaxamento
7. Tchú Tchá
8. Padrinho De Casamento
9. Bichos De Estimação
10. Concurso de bolos
11. Justin Bibelô
12. Sotaque
13. Colméia
14. Lady Gaga
15. É Nois nas Fritas
16. O Perfume
17. Confusão Médica
18. Nerdson
19. Amor e Músculos
20. Festa do Pijama
21. O Aparelho
22. Garotos
23. A Espinha
24. Mãe Maneira
25. Biscoito da Sorte
26. O Vampiro

### 4. évad
1. Clubinho
2. Bisa
3. Cubo Mágico
4. Curling
5. Gatada Rosa
6. Zuzubalândia
7. Gubi gugubi
8. A Fada do Dente
9. Joga Comigo
10. Blog da Róquete
11. Piolho
12. Comgás Natural

### 5. évad
1. O Presente da Róquete
2. Jogadores de Futebol
3. A Máquina de Algodão Doce
4. Cuecas Conforto
5. O Enrolador
6. Concurso de Miss
7. Coisa de Cinema
8. Escola em Casa
9. Namora Comigo
10. Cara de uma focinha da outra
11. Bolo Monstro
12. Fashion Runway
13. As Encomendas